# ويد ماكلاكلين
ويد ماكلاكلين  (بالإنجليزية: H. Wade MacLauchlan) (ولد في 10 ديسمبر 1954)، هو أكاديمي وسياسي كندي. وهو رئيس الوزراء ال32 لمقاطعة جزيرة الأمير إدوارد، بين عامي 2015 و 2019. هُزمت حكومته في الانتخابات العامة التي جرت في 23 أبريل 2019 بعد فترة ولاية واحدة. استقال ماكلاكلين كرئيس للحزب الليبرالي في 8 مايو 2019 بعد اختيار روبرت ميتشل كرئيس مؤقت للحزب.

## النشأة ودراسة والعمل المهني
ولِدَ ماكلاكلين في 10 ديسمبر 1954، في ستانهوب الواقعة على الشاطئ الشمالي لجزيرة الأمير إدوارد. حصل ماكلاكلين على بكالوريوس في إدارة الأعمال من جامعة جزيرة الأمير إدوارد وتحصل على ليسانس في الحقوق من جامعة نيو برونزويك، وعلى ماجستير في القانون من جامعة ييل. عمل أستاذا للقانون في جامعة دالهاوسي، قبل أن يصبح عميد كلية الحقوق في جامعة نيو برونزويك.

## عميد جامعة جزيرة الأمير إدوارد
كان ماكلاكلين عميدا لجامعة جزيرة الأمير إدوارد في الفترة من 1999 إلى 2011. وخلال تلك الفترة، ساعد في جمع الملايين من الدولارات من أجل البحث والتطوير والإشراف على مضاعفة عدد الطلاب المسجلين إلى 4500 طالب.
تعرض ماكلاكلين لانتقادات لقراره عام 2006 كعميد لجامعة جزيرة الأمير إدوارد حظر نسخة من جريدة الطالب، «ذا كايدر»، من الحرم الجامعي، التي أعادت نشر الرسوم الكاريكاتورية المسيئة لمحمد في صحيفة يولاندس بوستن. وفي بيان له، قال ماكلاكلين إن طبعة الصحيفة، التي أعادت نشر الرسوم السياسية التي تصور نبي الإسلام، كانت «دعوة متهورة إلى الفوضى». أصدرت الجمعية الكندية للحرية الأكاديمية والمنح الدراسية بيانا يصف أعمال ماكلاكلان بأنها «مخالفة لواجبات جميع رؤساء الجامعات للحفاظ على حرمهم الجامعي كمكان حيث يمكن أن تدور مناقشة القضايا المثيرة للجدل».

## العمل السياسي
في 28 نوفمبر 2014، أعلن ماكلاكلين عن ترشحه لقيادة الحزب الحاكم وهو الحزب الليبرالي في جزيرة الأمير إدوارد. كان المرشح الوحيد في نهاية الترشيحات في 20 يناير 2015 وأصبح رئيسا للحزب في 21 فبراير 2015.
أدى اليمين الدستورية كرئيس وزراء جزيرة الأمير إدوارد، في 23 فبراير 2015.
ماكلاكلين هو أول عضو في وسام كندا يصبح رئيس وزراء مقاطعة كندية، وهو أول رئيس وزراء مثلي الجنس علنا لجزيرة الأمير إدوارد، وأول رجل مثلي الجنس علنا يشغل منصب رئيس الوزراء من المقاطعة، وثاني شخص مثلي أو مثلية أو مزدوج التوجه الجنسي أو متحول جنسي علنا يشغل منصب رئيس وزراء مقاطعة كندية بعد رئيسة وزراء مقاطعة أونتاريو بين عامي 2013 و2018 مثلية الجنس كاثلين وين.
ثم قاد ماكلاكلين الليبراليين إلى الفوز بأغلبية في الانتخابات المحلية في جزيرة الأمير إدوارد لعام 2015. وفاز بمقعد في البرلمان الإقليمي عن دائرة «يورك-أويستر بيد».
بعد انتخابات 2019، التي احتل فيها الليبراليون المرتبة الثالثة وفقد فيها ماكلاكلين مقعده، أعلن استقالته من منصب زعيم الحزب الليبرالي بمجرد اختيار الحزب الليبرالي لزعيم مؤقت.

## الحياة الخاصة
ماكلاكلين مثلي الجنس علنا. شريكه دانكن مكينتوش هو المدير الفني المؤسس لمسرح ووترمارك.
ترأس ماكلاكلين عدة مؤتمرات. كما ألف كتاب حمل عنوان «أليكس ب. كامبل: رئيس وزراء جزيرة الأمير إدوارد الذي هزّ المهد» وهو السيرة الذاتية لأليكس كامبل.

## التكريمات
تم تعيين ماكلاكلين عضوا في وسام كندا عام 2008، وفي «وسام جزيرة الأمير إدوارد» عام 2014. وهو أول شخص يصبح عضوا في وسام كندا قبل أن يصبح رئيس وزراء مقاطعة كندية.